# Eros Grezda
Eros Genc Grezda (Gjakova, 15 aprile 1995) è un calciatore albanese, centrocampista o attaccante svincolato.

## Biografia
Nato a Gjakova, nell'allora provincia autonoma jugoslava del Kosovo, crebbe in Slovenia.

## Carriera

### Club
Il 1º luglio 2017 viene acquistato a titolo definitivo dall'Osijek per 600 000 euro, con cui firma un contratto quadriennale con scadenza il 30 giugno 2021.
Il 31 agosto 2018 viene acquistato a titolo definitivo dalla squadra scozzese dei Rangers per 2 milioni di euro, con cui firma un contratto quadriennale con scadenza il 30 giugno 2022.

### Nazionale
Debutta con la maglia della nazionale albanese Under-21 l'8 ottobre 2014 nella partita amichevole, persa per 3 a 1 contro la Romania Under-21.
Il 1º ottobre 2016 riceve la sua prima convocazione in nazionale per le partite valide per le qualificazioni ai Mondiali 2018 contro Liechtenstein e Spagna del 6 e 9 ottobre 2016.
Il 24 marzo 2017 fa il suo debutto con la nazionale maggiore nella partita valida per le qualificazioni ai Mondiali 2018 contro l'Italia, subentrando nel secondo tempo, partita poi persa per 2 a 0 dall'Albania.

## Statistiche

### Presenze e reti nei club
Statistiche aggiornate al 1º novembre 2023.
| Stagione                   | Squadra                    | Campionato                 | Campionato | Campionato | Coppe nazionali | Coppe nazionali | Coppe nazionali | Coppe continentali | Coppe continentali | Coppe continentali | Altre coppe | Altre coppe | Altre coppe | Totale | Totale |
| Stagione                   | Squadra                    | Comp                       | Pres       | Reti       | Comp            | Pres            | Reti            | Comp               | Pres               | Reti               | Comp        | Pres        | Reti        | Pres   | Reti   |
| -------------------------- | -------------------------- | -------------------------- | ---------- | ---------- | --------------- | --------------- | --------------- | ------------------ | ------------------ | ------------------ | ----------- | ----------- | ----------- | ------ | ------ |
| 2013-2014                  | Aluminij                   | 2. SNL                     | 18         | 5          | CS              | 2               | 0               | -                  | -                  | -                  | -           | -           | -           | 20     | 5      |
| 2014-gen. 2015             | Aluminij                   | 2. SNL                     | 11         | 1          | CS              | 1               | 0               | -                  | -                  | -                  | -           | -           | -           | 12     | 1      |
| Totale Aluminij            | Totale Aluminij            | Totale Aluminij            | 29         | 6          |                 | 3               | 0               |                    | -                  | -                  |             | -           | -           | 32     | 6      |
| gen.-giu. 2015             | Zavrč                      | 1. SNL                     | 11         | 0          | CS              | 0               | 0               | -                  | -                  | -                  | -           | -           | -           | 11     | 0      |
| 2015-2016                  | Lokomotiva Zagabria        | 1. HNL                     | 29         | 9          | CC              | 2               | 0               | UEL                | -                  | -                  | -           | -           | -           | 31     | 9      |
| 2016-2017                  | Lokomotiva Zagabria        | 1. HNL                     | 30         | 5          | CC              | 3               | 1               | UEL                | 8                  | 0                  | -           | -           | -           | 41     | 6      |
| Totale Lokomotiva Zagabria | Totale Lokomotiva Zagabria | Totale Lokomotiva Zagabria | 59         | 14         |                 | 5               | 1               |                    | 8                  | 0                  |             | -           | -           | 72     | 15     |
| 2017-2018                  | Osijek                     | 1. HNL                     | 26         | 5          | CC              | 3               | 2               | UEL                | 8                  | 1                  | -           | -           | -           | 37     | 8      |
| 2018-2019                  | Rangers                    | SP                         | 13         | 2          | SC+SLC          | 0+1             | 0               | UEL                | 3                  | 0                  | -           | -           | -           | 17     | 2      |
| 2019-gen. 2020             | Rangers                    | SP                         | 0          | 0          | SC+SLC          | 0               | 0               | UEL                | -                  | -                  | -           | -           | -           | 0      | 0      |
| Totale Rangers             | Totale Rangers             | Totale Rangers             | 13         | 2          |                 | 1               | 0               |                    | 3                  | 0                  |             | -           | -           | 17     | 2      |
| gen.-giu. 2020             | Osijek                     | 1. HNL                     | 7          | 0          | CC              | 1               | 0               | UEL                | -                  | -                  | -           | -           | -           | 8      | 0      |
| 2020-2021                  | Osijek                     | 1. HNL                     | 4          | 1          | CC              | 0               | 0               | UEL                | 1                  | 0                  | -           | -           | -           | 5      | 1      |
| Totale Osijek              | Totale Osijek              | Totale Osijek              | 37         | 6          |                 | 4               | 2               |                    | 9                  | 1                  |             | -           | -           | 50     | 9      |
| 2021-feb. 2022             | Zalaegerszeg               | NB1                        | 5          | 1          | CU              | 0               | 0               | -                  | -                  | -                  | -           | -           | -           | 5      | 1      |
| feb.-giu. 2022             | Sebenico                   | 1. HNL                     | 12         | 2          | CC              | 0               | 0               | -                  | -                  | -                  | -           | -           | -           | 12     | 2      |
| 2022-gen. 2023             | Manisa                     | 1L                         | 8          | 0          | CT              | 2               | 0               | -                  | -                  | -                  | -           | -           | -           | 10     | 0      |
| gen.-giu. 2023             | Zalaegerszeg               | NB1                        | 7          | 1          | CU              | 1               | 0               | -                  | -                  | -                  | -           | -           | -           | 8      | 1      |
| Totale Zalaegerszegi       | Totale Zalaegerszegi       | Totale Zalaegerszegi       | 12         | 2          |                 | 1               | 0               |                    | -                  | -                  |             | -           | -           | 13     | 2      |
| 2023-2024                  | Partizani Tirana           | KS                         | 8          | 0          | CA              | 0               | 0               | UCL+UECL           | 2+6                | 0+1                | SA          | 0           | 0           | 16     | 1      |
| Totale carriera            | Totale carriera            | Totale carriera            | 189        | 32         |                 | 16              | 3               |                    | 28                 | 2                  |             | -           | -           | 233    | 37     |

## Palmarès

### Club

#### Competizioni nazionali
- Coppa d'Ungheria: 1

Zalaegerszegi: 2022-2023

### Cronologia presenze e reti in nazionale
| Cronologia completa delle presenze e delle reti in nazionale ― Albania | Cronologia completa delle presenze e delle reti in nazionale ― Albania | Cronologia completa delle presenze e delle reti in nazionale ― Albania | Cronologia completa delle presenze e delle reti in nazionale ― Albania | Cronologia completa delle presenze e delle reti in nazionale ― Albania | Cronologia completa delle presenze e delle reti in nazionale ― Albania | Cronologia completa delle presenze e delle reti in nazionale ― Albania | Cronologia completa delle presenze e delle reti in nazionale ― Albania |
| Data                                                                   | Città                                                                  | In casa                                                                | Risultato                                                              | Ospiti                                                                 | Competizione                                                           | Reti                                                                   | Note                                                                   |
| ---------------------------------------------------------------------- | ---------------------------------------------------------------------- | ---------------------------------------------------------------------- | ---------------------------------------------------------------------- | ---------------------------------------------------------------------- | ---------------------------------------------------------------------- | ---------------------------------------------------------------------- | ---------------------------------------------------------------------- |
| 24-3-2017                                                              | Palermo                                                                | Italia                                                                 | 2 – 0                                                                  | Albania                                                                | Qual. Mondiali 2018                                                    | -                                                                      | 87’                                                                    |
| 4-6-2017                                                               | Lussemburgo                                                            | Lussemburgo                                                            | 2 – 1                                                                  | Albania                                                                | Amichevole                                                             | -                                                                      | 62’                                                                    |
| 2-9-2017                                                               | Elbasan                                                                | Albania                                                                | 2 – 0                                                                  | Liechtenstein                                                          | Qual. Mondiali 2018                                                    | -                                                                      | 86’                                                                    |
| 6-10-2017                                                              | Alicante                                                               | Spagna                                                                 | 3 – 0                                                                  | Albania                                                                | Qual. Mondiali 2018                                                    | -                                                                      | 47’ 66’                                                                |
| 9-10-2017                                                              | Scutari                                                                | Albania                                                                | 0 – 1                                                                  | Italia                                                                 | Qual. Mondiali 2018                                                    | -                                                                      |                                                                        |
| 13-11-2017                                                             | Adalia                                                                 | Turchia                                                                | 2 – 3                                                                  | Albania                                                                | Amichevole                                                             | 1                                                                      | 81’                                                                    |
| 26-3-2018                                                              | Elbasan                                                                | Albania                                                                | 0 – 1                                                                  | Norvegia                                                               | Amichevole                                                             | -                                                                      |                                                                        |
| 10-10-2018                                                             | Elbasan                                                                | Albania                                                                | 0 – 0                                                                  | Giordania                                                              | Amichevole                                                             | -                                                                      | 46’                                                                    |
| 14-10-2018                                                             | Be'er Sheva                                                            | Israele                                                                | 2 – 0                                                                  | Albania                                                                | UEFA Nations League 2018-2019 - 1º turno                               | -                                                                      |                                                                        |
| 17-11-2018                                                             | Scutari                                                                | Albania                                                                | 0 – 4                                                                  | Scozia                                                                 | UEFA Nations League 2018-2019 - 1º turno                               | -                                                                      | 88’                                                                    |
| 20-11-2018                                                             | Elbasan                                                                | Albania                                                                | 1 – 0                                                                  | Galles                                                                 | Amichevole                                                             | -                                                                      | 69’                                                                    |
| 22-3-2019                                                              | Scutari                                                                | Albania                                                                | 0 – 2                                                                  | Turchia                                                                | Qual. Euro 2020                                                        | -                                                                      | 58’                                                                    |
| 25-3-2019                                                              | Andorra la Vella                                                       | Andorra                                                                | 0 – 3                                                                  | Albania                                                                | Qual. Euro 2020                                                        | -                                                                      | 70’                                                                    |
| Totale                                                                 |                                                                        | Presenze (255º posto)                                                  | 13                                                                     |                                                                        | Reti (91º posto)                                                       | 1                                                                      |                                                                        |

| Cronologia completa delle presenze e delle reti in nazionale ― Albania under 21 | Cronologia completa delle presenze e delle reti in nazionale ― Albania under 21 | Cronologia completa delle presenze e delle reti in nazionale ― Albania under 21 | Cronologia completa delle presenze e delle reti in nazionale ― Albania under 21 | Cronologia completa delle presenze e delle reti in nazionale ― Albania under 21 | Cronologia completa delle presenze e delle reti in nazionale ― Albania under 21 | Cronologia completa delle presenze e delle reti in nazionale ― Albania under 21 | Cronologia completa delle presenze e delle reti in nazionale ― Albania under 21 |
| Data                                                                            | Città                                                                           | In casa                                                                         | Risultato                                                                       | Ospiti                                                                          | Competizione                                                                    | Reti                                                                            | Note                                                                            |
| ------------------------------------------------------------------------------- | ------------------------------------------------------------------------------- | ------------------------------------------------------------------------------- | ------------------------------------------------------------------------------- | ------------------------------------------------------------------------------- | ------------------------------------------------------------------------------- | ------------------------------------------------------------------------------- | ------------------------------------------------------------------------------- |
| 8-10-2014                                                                       | Buzău                                                                           | Romania under 21                                                                | 3 – 1                                                                           | Albania under 21                                                                | Amichevole                                                                      | -                                                                               | 46’                                                                             |
| 20-5-2016                                                                       | Zell am See                                                                     | Rep. Ceca under 21                                                              | 1 – 1                                                                           | Albania under 21                                                                | Amichevole                                                                      | -                                                                               | 88’                                                                             |
| 23-5-2016                                                                       | Mittersill                                                                      | Rep. Ceca under 21                                                              | 1 – 1                                                                           | Albania under 21                                                                | Amichevole                                                                      | -                                                                               |                                                                                 |
| 2-9-2016                                                                        | Atene                                                                           | Grecia under 21                                                                 | 2 – 1                                                                           | Albania under 21                                                                | Qual. Europeo Under-21 2017                                                     | -                                                                               | 46’                                                                             |
| Totale                                                                          |                                                                                 | Presenze                                                                        | 4                                                                               |                                                                                 | Reti                                                                            | 0                                                                               |                                                                                 |